# The End (musikalbum)
The End är Nicos fjärde soloalbum, utgivet 1974. Det var det femte albumet på vilket hon samarbetade med John Cale, och hennes tredje med honom som producent.

## Låtlista
Samtliga låtar skrivna av Nico, om annat inte anges.
1. "It Has Not Taken Long" - 4:11
2. "Secret Side" - 4:08
3. "You Forgot to Answer" - 5:07
4. "Innocent and Vain" - 3:51
5. "Valley of the Kings" - 3:57
6. "We've Got the Gold" - 5:44
7. "The End" (John Densmore/Robbie Krieger/Ray Manzarek/Jim Morrison) - 9:36
8. "Das Lied der Deutschen" (Joseph Haydn/Hoffmann von Fallersleben) - 5:28

## Medverkande
- Nico - sång, harmonium
- John Cale - orgel, synthesizer, piano, elpiano, akustisk gitarr, bas, percussion, glockenspiel, marimba, triangel, xylofon, cabasa
- Brian Eno - synthesizer
- Phil Manzanera - elgitarr
- Annagh Wood - sång
- Vicki Wood - sång